# 争取民主变革运动—茨万吉拉伊
争取民主变革运动—茨万吉拉伊（英語：Movement for Democratic Change – Tsvangirai，缩写为MDC–T）是津巴布韦目前最大的反对党，党员约120万人，支持者以城镇工人、都會區藍領为主。

## 簡介
民革运前身为工会组织津巴布韦工会大会，1999年成立于哈拉雷。
在次年的议会选举中，民革运赢得了120个议会席位中的57个（其中包括两个最大城市哈拉雷和布拉瓦约的全部席位），成为津巴布韦最大的反对党。民革运声称他们才是该次选举实际的获胜者，这次选举结果是被扭曲的。
2004年，民革运为是否应参加次年的大选而发生争论，全国委员会以33-31的表决结果决定参加选举，但遭到当时的领袖摩根·茨万吉拉伊的反对。2006年初，两派分裂，摩根·茨万吉拉伊一派被称为“抵制派”，亚瑟·穆坦巴拉另组一派称为“参选派”。
2007年两派曾谈判重新合并，但是由于参选派的大批支持者倒戈抵制派，谈判最终失败。在2008年津巴布韦大选中，两派分别竞选，在议会选举中，抵制派获得99个席位，参选派获得10个席位，4月28日，两派宣布重新联合，这样民革运在议会中的席位达到109个，超过210个总席位的50%，成为议会多数党。民革运抵制派的领袖茨万吉拉伊在总统选举中与现总统罗伯特·穆加贝一同进入第二轮，其后茨万吉拉伊受到武力威脅而被迫退出第二輪投票，最后與穆加贝達成協議組建大聯合政府，他本人出任總理直至2013年，再度因選舉舞弊而被迫下台為止。

## 外部連結
- 民革运官方网站（页面存档备份，存于）